# Diopsis servillei
Diopsis servillei är en tvåvingeart som beskrevs av Macquart 1843. Diopsis servillei ingår i släktet Diopsis och familjen Diopsidae. Inga underarter finns listade i Catalogue of Life.